# Kinčeš
Kinčeš, ukrajinsky Кінчеш, maďarsky Kincses, je část obce Korytňany, ve venkovské územní komunitě Cholmok, v okrese Užhorod, v Zakarpatské oblasti na Ukrajině.

## Historie
Do uzavření Trianonské smlouvy byla ves součástí Uherska, poté byla, jako součást obce Korytňany, součástí Československa. V roce 1939 byla okupována Maďarskem. Od roku 1945 byla součástí Ukrajinské sovětské socialistické republiky, která byla součástí SSSR. Od roku 1991 je součástí nezávislé Ukrajiny.

## Obyvatelstvo
V roce 2001 zde žilo  328 obyvatel, kteří měli tyto národnosti:
| Národnost  | počet osob | %      |
| ---------- | ---------- | ------ |
| ukrajinská | 255        | 77,74% |
| rusínská   | 5          | 1,52%  |
| maďarská   | 67         | 20,43% |
| ruská      | 5          | 1,52%  |
| slovenská  | 1          | 0,30%  |